# Kiril Lazarov

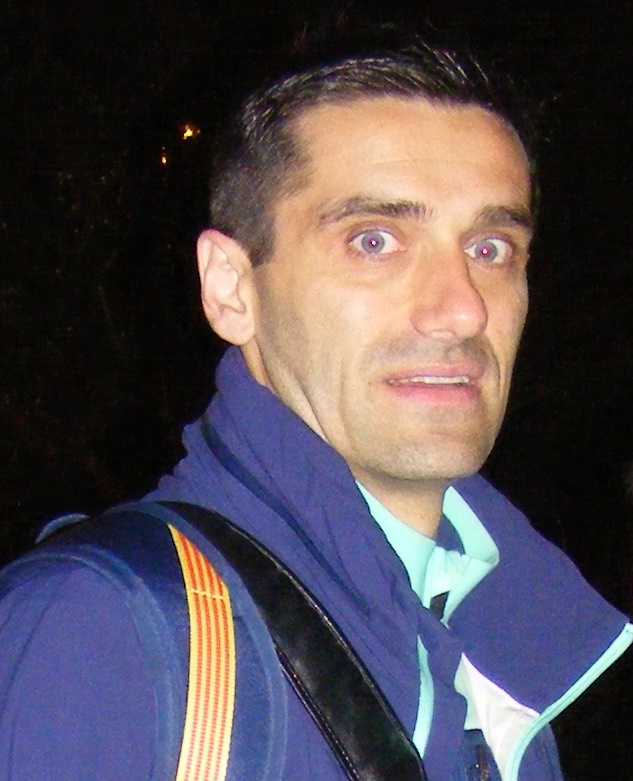
Lazarov em 2014

Kiril Lazarov (macedônio:Кирил Лазаров) (10 de maio de 1980, Sveti Nikole) é um jogador de handebol da República da Macedónia.
Foi o artilheiro da EHF Champions League duas vezes com as equipes do KC Veszprém e RK Zagreb. É o capitão da Seleção Macedônia de Handebol.
Em 29 de janeiro de 2009, Lazarov tornou-se o maior artilheiro em Campeonatos Mundiais. Em nove jogos, marcou 92 gols pela seleção.
Em 24 de março de 2009, Kiril Lazarov foi laureado com uma medalha concedida pelo Presidente da República da Macedónia, Branko Crvenkovski, "em reconhecimento pelos resultados alcançados e contribuição pelo desenvolvimento e popularização do esporte na Macedônia e no estrangeiro".

## Clubes
- RK Pelister (1997-2000)
- RK Zagreb (2000-2002)
- KC Veszprém (2002-2007)
- RK Zagreb (2008-)